# Aurelio Peccei
Aurelio Peccei (* 4. Juli 1908 in Turin; † 14. März 1984 in Rom) war ein italienischer Industrieller sowie Mitbegründer des Club of Rome.

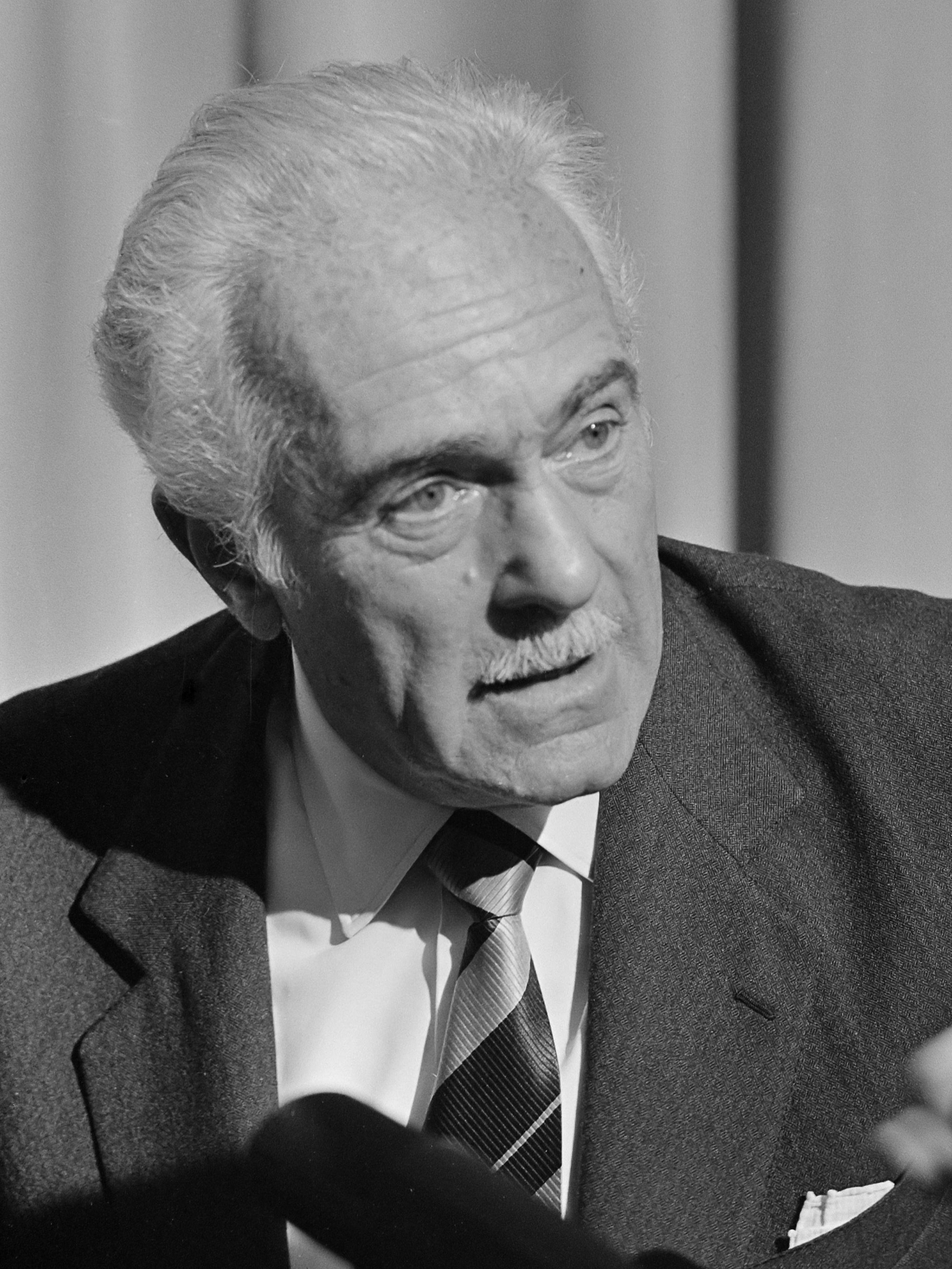
Aurelio Peccei (1976)

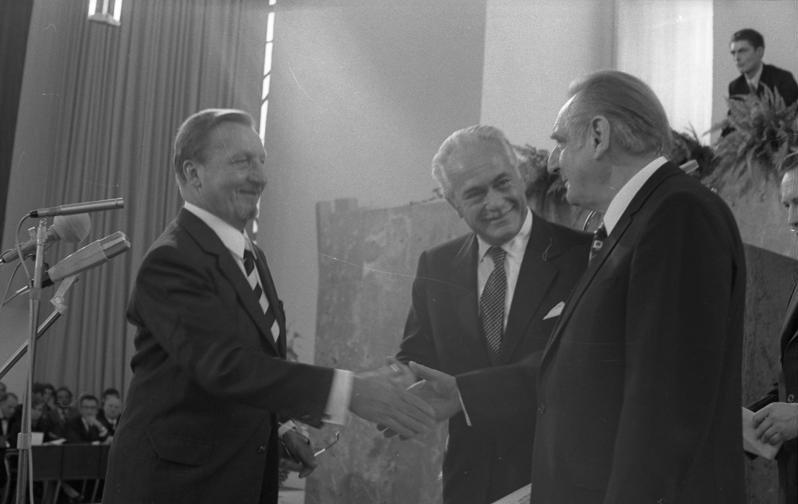
Peccei (Mitte) bei der Verleihung des Friedenspreises des Deutschen Buchhandels 1973 an den Club of Rome, Frankfurt

## Leben
Aurelio Peccei wuchs auf in seiner Geburtsstadt Turin. Im Jahr 1930 beendete er sein Studium an der Universität Turin mit einem Abschluss in Wirtschaftswissenschaften. Im Auftrag von Fiat arbeitete er in verschiedenen Posten in China. 1938 kehrte er nach Italien zurück. Während des Zweiten Weltkrieges schloss er sich der Partisanengruppe Giustizia e Libertà (deutsch „Gerechtigkeit und Freiheit“) an. Aufgrund seiner Zugehörigkeit zur antifaschistischen Bewegung wurde Peccei im Februar 1943 inhaftiert und erst 25 Monate später befreit. Kurz nach Ende des Krieges wurde er 1946 zum Mitbegründer der Fluglinie Alitalia. Er hatte im Laufe seines Lebens noch diverse einflussreiche Positionen, sowohl in italienischen als auch in internationalen Firmen und Institutionen inne.
Gemeinsam mit dem Chemiker Alexander King gründete Peccei 1968 den Club of Rome. Die Publikationen dieses Vereins – so die 1972 veröffentlichte Studie zur Zukunft der Weltwirtschaft Die Grenzen des Wachstums – erregten auch aufgrund ihrer negativen Prognosen weltweit mediales Interesse.
Sein Sohn war der Physiker Roberto Peccei (1942–2020).

## Werke
- Aurelio Peccei, Manfred Siebker: Die Grenzen des Wachstums. Fazit und Folgestudien, rororo, Reinbek bei Hamburg 1974. ISBN 3-499-16905-3
- Aurelio Peccei: Die Qualität des Menschen. Plädoyer für einen neuen Humanismus, Deutsche Verlagsanstalt, Stuttgart 1977. ISBN 3-421-02702-1
- Aurelio Peccei: Die Zukunft in unserer Hand. Gedanken und Reflexionen des Präsidenten des Club of Rome, Molden, Wien 1981. ISBN 3-217-01252-6; Goldmann Sachbuch 11342 ISBN 3-442-11342-3
- Aurelio Peccei, Eduard Pestel, Mihailo Mesarovic: Der Weg ins 21. Jahrhundert. Alternative Strategien für die Industriegesellschaft, Molden, Wien 1983. ISBN 3-88919-014-6
- Aurelio Peccei, Daisaku Ikeda: Noch ist es nicht zu spät, Molden-Seewald, München 1984. ISBN 3-88919-005-7